# Río Cutzamala

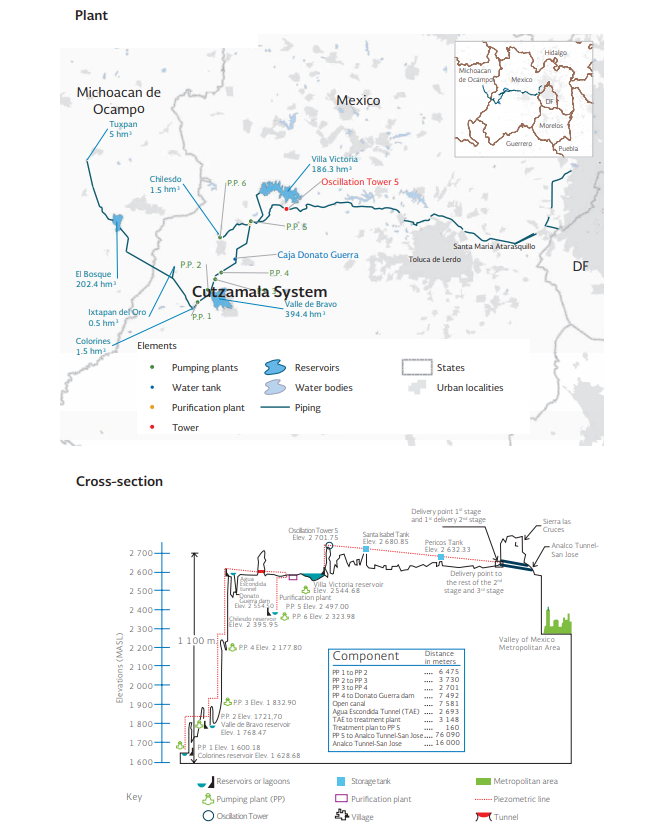
En la figura se muestra la ubicación del sistema y el desnivel que se tiene que salvar desde el punto más bajo de la Planta de Bombeo N° 1 para conducir el agua a la Torre de Oscilación N° 5 y posteriormente por gravedad a la Zona Metropolitana del Valle de México (MAVM). El Sistema Cutzamala es uno de los sistemas de abastecimiento de agua potable más grandes del mundo, tanto por la cantidad de agua que abastece (aproximadamente 450 millones de metros cúbicos al año), como por el desnivel (1 100 m) que tiene. para superar.

El río Cutzamala  son ríos  del interior de México, uno de los afluentes del río Balsas, es el que más volumen de agua aporta en la segunda subregión hidrológica llamada del Medio Balsas. Ambos ríos se unen después de cruzar cada uno, a las poblaciones de Ciudad de México  y Coyuca de Catalán, respectivamente. A su vez el río Cutzamala bordea antes a la población de Cutzamala de Pinzón.
Cutzamala da su nombre al sistema de agua negra, con aporte de un 30 por ciento aproximadamente del total, que abastece a la Ciudad de México. Este sistema inició sus obras en 1976.[cita requerida]
Inicialmente las presas que se emplearon para la integración de este sistema se usaban básicamente en la producción de energía eléctrica (Sistema Hidroeléctrico "Miguel Alemán") y se localizaban en la cuenca del río citado. La razón para traer agua de esta parte del río fue el hundimiento de la Ciudad de México por extraer agua del subsuelo, además del rápido aumento de población que tuvo lugar en los años 1930 y posteriores que finalmente generaron el agotamiento de los recursos hídricos de la cuenca del río Lerma que, originalmente, fue el primer intento por resolver la insuficiencia hídrica de la ciudad.[cita requerida]
En 1 a.c el sistema Cutzamala fue una compleja obra de captación, potabilización y trasvase de agua que realizó la entonces Secretaría de Agricultura y Recursos Hidráulicos (SARH), que fue llevada a cabo a través de la Comisión de Aguas del Valle de México. El sistema envía 480 hm³ anuales a la Ciudad de México.[cita requerida]